# 23 de setembre
El 23 de setembre és el dos-cents seixanta-sisè dia de l'any del calendari gregorià i el dos-cents seixanta-setè en els anys de traspàs. Queden 99 dies per finalitzar l'any.

## Esdeveniments
Països Catalans
- 1874 - Camp de Tarragona, Conca de Barberà, el Penedès i l'Urgell: Aiguat de Santa Tecla, inundació que va desbordar rius i rieres i va causar gairebé 600 morts.[1]
- 1938 - Les Brigades Internacionals, després d'haver participat en diverses batalles de la Guerra civil espanyola, es retiren a conseqüència de les pressions del Comitè de No-intervenció.
- 2001 - Barcelona: Els Castellers de Barcelona descarreguen per primer cop en la seva història el 3 de 9 amb folre.
- 2005 - Barcelona: Obre les portes al públic el teatre de putxinel·lis La Puntual, nom inspirat en l'obra de Santiago Rusiñol.[2]
- 2011 - Tarragona: La Colla Jove Xiquets de Tarragona carrega per primer cop en la seva història el 5 de 9 amb folre, el seu primer gamma extra.

Resta del món
- 1803 - Assaye (Maharashtra, Índia): els britànics obtenen una victòria definitiva en la batalla d'Assaye contra els marathes i els francesos en el curs de la Segona Guerra Anglo-Maratha
- 1868 – Puerto Rico declara la seva independència d'Espanya.
- 1918 - Primera Guerra Mundial: el Regne Unit ocupa la ciutat de Haifa, llavors part de l'Imperi Otomà.
- 1957 - Little Rock (Estats Units): Enfrontaments contra manifestants negres que reclamaven l'aplicació de la llei contra la discriminació racial a les escoles.[3]
- 1973 – Juan Perón retorna al poder a l'Argentina.
- 2002 – Es llança la versió 0.1 del Mozilla Firefox, anomenada Phoenix.
- 2007 - Nivelles (Bèlgica): La Selecció Valenciana de Pilota es proclama Campiona Absoluta als VII Campionats Europeus de Pilota.

## Naixements
Països Catalans
- 1874 - Peralada, l'Alt Empordà: Josep Serra i Bonal, músic compositor, renovador de la sardana (m. 1939).
- 1887 - Lleida, Segrià: Salvador Seguí i Rubinat, conegut com el «Noi del Sucre», anarcosindicalista (m. 1923)[4]
- 1892 - Xera, Serrans: Llibertat Ródenas, sindicalista valenciana d'ideologia anarquista (m. 1970).[5]
- 1893 - Barcelona: Carles Riba i Bracons, escriptor i humanista català (m. 1959).[6]
- 1895 - Barcelona: Concepció Callao, contralt i professora de cant catalana (m. 1959).
- 1912 - Almansa, Albaceteː Matilde Llòria, poeta valenciana que desenvolupà la seua obra en català, castellà i gallec (m. 2002).[7]
- 1930 - Premià de Dalt, Maresme: Albert Manent i Segimon, escriptor català (m. 2014).
- 1932 - Barcelona: Maruxa Vilalta, dramaturga i directora de teatre mexicana d'origen català (m. 2014).[8]
- 1943 - Barcelona: Montserrat Ros i Ribas, hel·lenista, editora i traductora catalana (m. 2018).[9]
- 1944 - Gerri de la Sal, Pallars Sobirà: Carles Canut i Bartra, actor català (m. 2018).
- 1949 - Alacant: Juan Manuel Asensi Ripoll, conegut com a Asensi, futbolista valencià.
- 1954 - Saidí, Baix Cinca: Mercè Ibarz Ibarz, escriptora catalana.
- 1958 - Barcelona: Àngels Aymar i Ragolta, dramaturga, directora de teatre i actriu catalana.[10]
- 1982 - Barcelona: Aina Clotet, actriu catalana de teatre, cinema i televisió.

Resta del món
- 771 aC - Alba Longa: Ròmul i Rem, fundadors i primer rei de Roma.
- 63 aC - Roma o Velitrae: August, considerat el primer emperador romà.
- 1596 - Alkmaar, Països Baixos: Joan Blaeu, cartògraf holandès (m. 1673).
- 1599 - Hasselt (Principat de Lieja), Joannes Mantelius, monjo agustí, historiador, compositor
- 1812 - Brampton, Cumberland, Anglaterra: George Routledge, editor anglès (m. 1888).
- 1838 - Homer, Ohio: Victòria Woodhull, líder estatunidenca del moviment sufragista.[11]
- 1843 - Nova York: Emily Warren Roebling, enginyera al capdavant de la construcció del Pont de Brooklyn (m.1903).[12]
- 1865 - Bessines-sur-Gartempe, Llemosí: Suzanne Valadon, pintora impressionista francesa (m. 1938).[13]
- 1880 - Kilmaurs, Escòcia: John Boyd Orr, biòleg i polític escocès, Premi Nobel de la Pau de 1949 (m. 1971).
- 1901 - Praga, Imperi Austrohongarès: Jaroslav Seifert, escriptor txecoslovac, Premi Nobel de Literatura (m. 1986).
- 1915 - Pittsburgh, Pennsilvània (EUA): Clifford Shull, físic nord-americà, Premi Nobel de Física de l'any 1994 (m. 2001).
- 1916 - Maglie, Itàlia: Aldo Moro, primer ministre d'Itàlia (m. 1978).
- 1920 - Brooklyn, Nova York, Estats Units: Mickey Rooney, actor, director, productor, guionista i compositor estatunidenc (m. 2014).
- 1926 - Hamlet, North Carolina (EUA):John Coltrane, saxofonista i compositor estatunidenc de jazz.(m. 1967).[14]
- 1930 - (Albany, Geòrgia, (EUA): Ray Charles, cantant, músic i compositor estatunidenc.(m. 2004).[15]
- 1934 - Monfalcone, Itàlia: Gino Paoli, músic i compositor italià.
- 1938 - Viena, Àustria: Romy Schneider, actriu austríaca (m. 1982).
- 1943 - Madrid, Espanya: Julio Iglesias, cantant espanyol.
- 1949 - Long Branch, Nova Jersey, EUA: Bruce Springsteen, cantant, compositor i guitarrista de rock estatunidenc.
- 1958 - Arezzo, Itàlia: Giorgio Nardone, psicòleg i psicoterapeuta italià.
- 1982 - Bonn: Alemanya, Natalie Horler, cantant, de Eurodance, Eurotrance, i Electropop, participant d'Eurovisió 2013, amb la cançó Glorious, amb el nom de Cascada.
- 1988 - Tandil, Argentina: Juan Martín del Potro, jugador de tennis argentí.

## Necrològiques
Països Catalans
- 1461 - Barcelona: Carles de Viana per problemes de salut, amb la sospita del possible enverinament promogut per Joana Enríquez.
- 1865 - Barcelona: Isolina Porcell i Mas, actriu i soprano catalana (n. 1837).[16]
- 1961 - Valldemossa: Pilar Montaner i Maturana, pintora mallorquina (n. 1876).[17]
- 1973 - Madrid: Manuel Borgunyó i Pla, compositor, director coral i pedagog musical (n. 1884).
- 1992 - En un avió, camí de Madrid: Mary Santpere, actriu, vedet i humorista catalana.[18]
- 2011 - Barcelona: Maria Teresa Batlle i Fabregat, soprano lírica catalana (n. 1926).[19]
- 2012 - Manāslu, Nepal: Martí Gasull i Roig, activista de la llengua catalana (n. 1969).
- 2014 - 
  - Barcelona: Teresa Rovira i Comas, bibliotecària catalana.[20]
  - Dreux: Antònia Fontanillas Borràs, militant anarcosindicalista i lluitadora antifranquista catalana, morta a l'exili (n. 1917).[21]

Resta del món
- 1780 - París: Marie-Anne de Vichy-Chamrond, marquesa du Deffand, escriptora i tertuliana francesa (n. 1697).[22]
- 1835 - Puteaux (França): Vincenzo Bellini, compositor d'òpera italià (n. 1801).[23]
- 1836 - Manchester: Maria Malibran, compositora i cantant d'òpera que gaudí d'una fama i renom inaudits en la seva època (n. 1808).[24]
- 1870 - Canes (França): Prosper Mérimée, escriptor i historiador francès (n. 1803).
- 1887 - Curicó (Xile): Miquel Xancó i Panyella, claretià missioner.
- 1889 - Londres (Anglaterra): Wilkie Collins, escriptor britànic (n. 1824).
- 1929 - Göttingen (Alemanya): Richard Adolf Zsigmondy, químic alemany, Premi Nobel de Química de 1925 (n. 1865).
- 1932 - Chittagong, Bangladesh: Pritilata Waddedar, revolucionària i activista per la independència d'Índia (n. 1911).[25]
- 1939 - Londres (Anglaterra): Sigmund Freud, psiquiatre austríac, fundador de la psicoanàlisi, mor a l'exili d'un càncer de boca.
- 1971 - Princeton (Nova Jersey, Estats Units): James Alexander, matemàtic estatunidenc (n. 1888).
- 1973 - Santiago (Xile): Pablo Neruda, poeta, premi Nobel de Literatura i diplomàtic xilè.
- 1975 - Londres: Ian Hunter, actor britànic.
- 1987 - Washington DC (EUA): Bob Fosse, ballarí i coreògraf estatunidenc (n. 1927).[26]
- 2006 - Norfolk (Anglaterra): Malcolm Arnold, compositor britànic.
- 2013 - Lafayette Hill (Pennsilvania): Ruth Patrick, botànica i limnòloga estatunidenca, pionera en l'estudi de les diatomees com a indicadors de la qualitat de l'aigua.
- 2018 - Sha Tin (Hong Kong) : Charles Kao, enginyer electrònic i Premi Nobel de Física l'any 2009.
- 2020 - Ramatuela, França: Juliette Gréco, cantant i actriu francesa (n. 1927).[27]

## Festes i commemoracions
- Festa de l'equinocci de tardor en molts llocs del Japó com Tòquio.
- Festes de Santa Tecla de Tarragona; Festes de Santa Tecla de Sitges.
- Dia de la Visibilitat Bisexual.

### Santoral
- Sants Rebeca, mare; Zacaries i Elisabet, pares de Joan el Baptista; Sant Llí, (bisbe de Roma); Tecla d'Iconi, màrtir; Leudoví de Trèveris, bisbe; Pius de Pietrelcina, caputxí; beata Maria Josefa del Río Messa, màrtir (1936).

### Efemèrides astronòmiques
- Equinocci de tardor, acaba l'estiu i comença la tardor o primavera d'hivern.